# Аверс (коммуна)
Аверс (нем. Avers GR) — коммуна в Швейцарии, в кантоне Граубюнден.
Коммуна входит в состав округа Хинтеррайн. Население составляет 169 человек (на 31 декабря 2006 года). Официальный код — 3681.
Также в источниках упоминается горная долина Аверс расположенная, на конец XIX столетия, в Зарейнском округе швейцарского кантона Граубюнден.
К общине относится деревня Юф, высочайший населённый пункт Швейцарии.

## История
Великое переселение народов мало затронуло эти земли, сохранились язык и древнее народонаселение.
Во времена Римской империи территория современной коммуны были захвачены у германцев римлянами, и входила в их провинцию Реция. В VI столетии Реция была завоёвана Франкским королевством, а при Карле Великом распалась на несколько графств, в X столетии присоединилась к Алемании и впоследствии разделилась на множество светских и духовных образований, из которых самым большим было епископство Кур.